# Волицька сільська рада (Житомирський район)
Волицька сільська рада (раніше також Волице-Зарубинецька сільська рада) — орган місцевого самоврядування Волицької сільської територіальної громади Житомирського району Житомирської області з розміщенням у с. Волиця.

## Склад ради

### VIII скликання
Рада складається з 22 депутатів та голови.
25 жовтня 2020 року, на чергових місцевих виборах, було обрано 22 депутати, з них (за суб'єктами висування): Всеукраїнське об'єднання «Батьківщина» — 11, самовисування — 8, «Наш край» — 2 та «Слуга народу» — 1.
Головою громади обрали позапартійного висуванця «Слуги народу» Андрія Шаповалова, місцевого підприємця.

## Керівний склад сільської ради
| ПІБ                            | Основні відомості                                                         | Суб'єкт висування | Дата обрання | Дата звільнення |
| ------------------------------ | ------------------------------------------------------------------------- | ----------------- | ------------ | --------------- |
| Шпаківська Світлана Зіновіївна | Сільський голова, 1969 року народження, освіта вища, член Народної партії |                   | 26.03.2006   | 31.10.2010      |
| Шпаківська Світлана Зіновіївна | Сільський голова, 1969 року народження, освіта вища, член Народної партії | Народна партія    | 31.10.2010   | 25.10.2015      |
| Шпаківська Світлана Зіновіївна | Сільський голова, 1969 року народження, освіта вища, член Народної партії | Самовисування     | 25.10.2015   | 25.10.2020      |
| Шаповалов Андрій Володимирович | Сільський голова, 1972 року народження, освіта вища, безпартійний         | «Слуга народу»    | 25.10.2020   |                 |

Примітка: таблиця складена за даними джерела

## Історія
Створена 1923 року в складі с. Волиця та хутора Панін Ходорківської волості Сквирського повіту Київської губернії. Станом на 1 жовтня 1941 року х. Панін не перебуває на обліку населених пунктів.
Станом на 1 вересня 1946 року та 1 січня 1972 року сільська рада входила до складу Андрушівського району Житомирської області, на обліку в раді перебувало с. Волиця.
11 серпня 1954 року, внаслідок виконання указу Президії Верховної ради УРСР «Про укрупнення сільських рад по Житомирській області», до складу ради включено с. Гардишівка ліквідованої Гардишівської сільської ради Андрушівського району. 17 травня 1957 року, відповідно до рішення Житомирського облвиконкому № 420 «Про підпорядкування села Гардишівка Волицької сільської ради Андрушівського району Андрушівській селищній раді», с. Гардишівка передане до складу Андрушівської селищної ради.
До 17 липня 2020 року — адміністративно-територіальна одиниця в Андрушівському районі Житомирської області, площею території 31,946 км² та підпорядкуванням с. Волиця.
Входила до складу Ходорківського (7.03.1923 р.), Андрушівського (27.06.1925 р., 4.01.1965 р.) та Попільнянського (30.12.1962 р.) районів.

### Населення
Відповідно до перепису населення СРСР, станом на 17 грудня 1926 року, чисельність населення ради становила 2 174 особи, з них, за статтю: чоловіків — 1 052, жінок — 1 122; етнічний склад: українців — 2 162, росіян — 4, поляків — 3, інші — 5. Кількість домогосподарств — 508.
Відповідно до результатів перепису населення СРСР, кількість населення ради, станом на 12 січня 1989 року, становила 928 осіб.
Станом на 5 грудня 2001 року, відповідно до перепису населення України, кількість мешканців сільської ради становила 805 осіб.